# Bursilla monhystera
Bursilla monhystera är en rundmaskart. Bursilla monhystera ingår i släktet Bursilla, och familjen Rhabditidae. Arten är reproducerande i Sverige.